# Liste der Kantonsschulen des Kantons St. Gallen

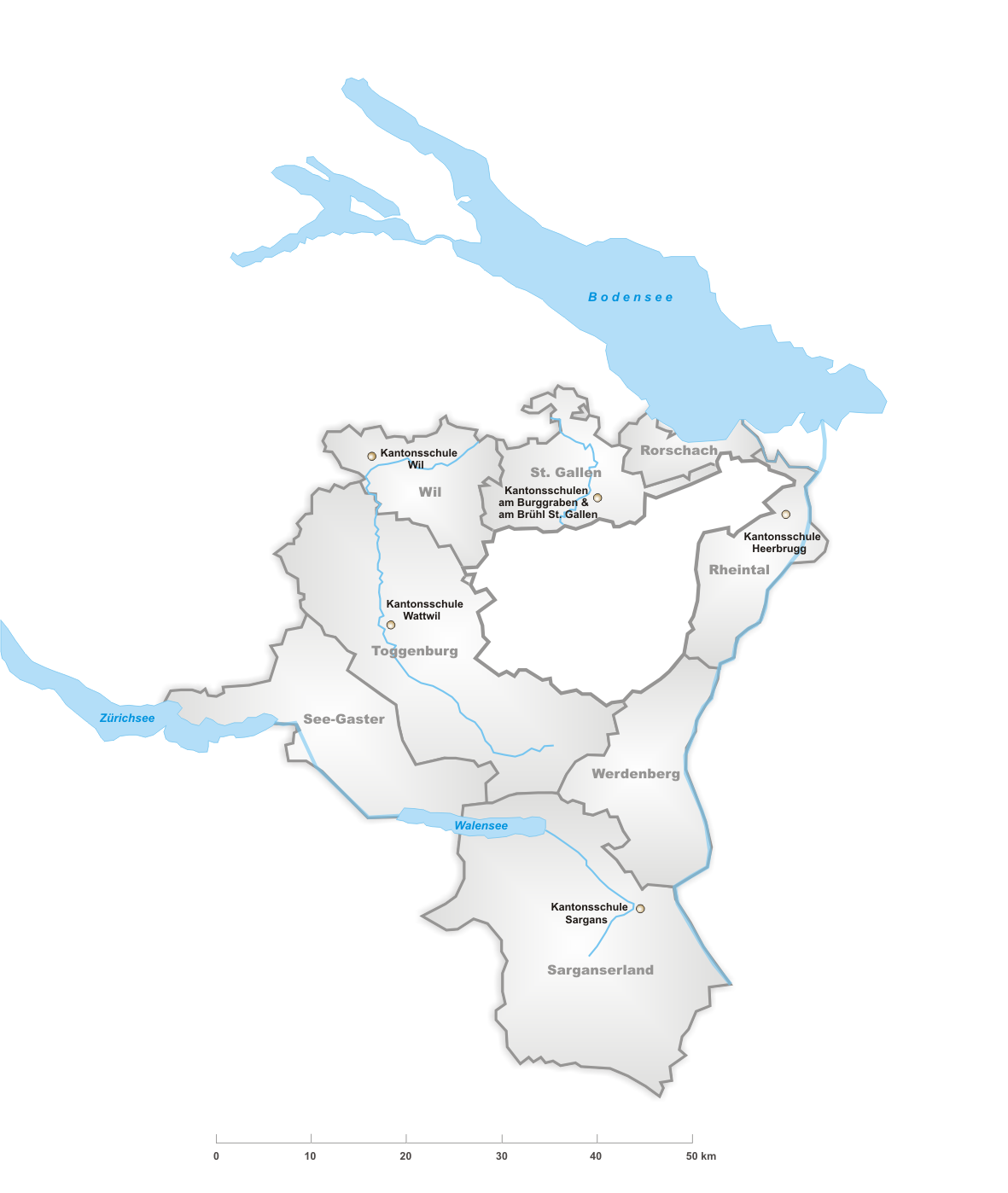
Kantonsschulen des Kantons St. Gallen

Die Liste der Kantonsschulen des Kantons St. Gallen zeigt die sechs Kantonsschulen des Kantons St. Gallen.
Die Prüfungsfächer für eine Aufnahme sind nach der 2. oder der 3. Sekundarstufe Deutsch, Französisch und Mathematik.

## Legende
- Name der Kantonsschule: Nennt den Namen der Kantonsschule sowie eventuelle Zusatzbezeichnungen.
- Eröffnung: Nennt das Jahr, in dem die Kantonsschule am aktuellen Standort eröffnet wurde.
- Schüler: Zeigt die gesamte Schüleranzahl an.
- Rektor: Nennt den jetzigen Rektor der Kantonsschule.
- Ortschaft: Gibt die Ortschaft an, in welcher die Kantonsschule liegt.
- Bild: Zeigt ein Bild der Kantonsschule an.

Hinweis: Die Liste ist  sortierbar: durch Anklicken eines Spaltenkopfes wird die Liste nach dieser Spalte sortiert, zweimalige Anklicken kehrt die Sortierung um. Durch das Anklicken zweier Spalten hintereinander lässt sich jede gewünschte Kombination erzielen.

## Kantonsschulen
| Name der Kantonsschule Kurzname  | Eröffnung | Schüler | Rektor                 | Ortschaft  | Bild |
| -------------------------------- | --------- | ------- | ---------------------- | ---------- | ---- |
| Kantonsschule am Burggraben KSBG | 1856      | 1304    | Michael Lütolf         | St. Gallen |      |
| Kantonsschule am Brühl KSB       | 1994      | 501     | David Keller           | St. Gallen |      |
| Kantonsschule Heerbrugg KSH      | 1975      | 573     | Judith Mark            | Heerbrugg  |      |
| Kantonsschule Sargans KSS        | 1963      | 702     | Pascale Chenevard      | Sargans    |      |
| Kantonsschule Wattwil KSW        | 1970      | 697     | Martin Gauer           | Wattwil    |      |
| Kantonsschule Wil KS Wil         | 2002      | 544     | Doris Dietler Schuppli | Wil        |      |